# 맹희도
맹희도(孟希道)는 고려 후기의 문신이다. 본관은 신창(新昌), 호는 동포(東浦)이다. 할아버지는 고려 충렬왕 때 예부전서(禮部典書)를 지낸 맹의(孟儀)고, 아버지는 이부상서(吏部尙書)와 순창 군수(淳昌郡守)를 역임한 맹유(孟裕)이며, 아들은 고려 말기와 조선 초기에 걸쳐 재상을 지낸 맹사성(孟思誠)이다. 충청도 온수현(溫水縣) 출신이다.

## 생애
1365년(공민왕 14년) 문과에 급제하여 한성좌윤(漢城左尹), 전교부령(典校副令), 전교령(典校令), 수문전제학(修文殿提學) 등을 지내고, 우의정(右議政)에 증직되었다.
고려 공양왕 때 효행(孝行)으로 정려(旌閭)를 받았으나, 고려가 망하자 어지러운 정계를 개탄하여 관직을 버리고 온양 오봉산(五峯山)에서 은거하면서 조선의 조정에 나아가지 않았다.

## 일화
맹희도의 제자 중 강제로(姜齊老)라는 자가 있었다. 감찰 강제로(姜齊老)는 일찍이 이석(以石)이라 이름하여 맹희도(孟希道)에게 가서 학문을 배우다가, 몰래 맹희도의 기생첩과 간통하고 쫓겨나서, 곧 그 이름을 보명(寶明)이라 고치고 온수(溫水)의 향학(鄕學)으로 갔었는데, 사사 원한으로 학장(學長)의 가짜 형상을 만들어서 그 머리를 자르니, 일시에 학도들이, “이는 스승과 제자 사이에 큰 불경이라.”라고 논하고, 이를 본관 및 감사에게 보고하여, 그 죄를 결단하여 정역(定役)한 바 있다.

## 가족 관계
- 조부 : 맹의(孟義)
  - 부 : 맹유(孟裕)
    - 배우자 : 홍씨
      - 장남 : 맹사성(孟思誠)
      - 며느리 : 동주 최씨(東州崔氏) - 최영(崔瑩)의 손녀
        - 손자 : 맹귀미(孟歸美)
        - 손자 : 맹득미(孟得美)

      - 차남 : 맹사겸(孟思謙)
        - 손자 : 맹유미(孟有美)